# Mallinella dhanahami
Espèce
Mallinella dhanahami est une espèce d'araignées aranéomorphes de la famille des Zodariidae.

## Distribution
Cette espèce est endémique de la province de Sabaragamuwa au Sri Lanka,. Elle se rencontre dans le district de Ratnapura vers Gilimale.

## Description
Le mâle holotype mesure 4,92 mm et la femelle paratype 5,46 mm.

## Systématique et taxinomie
Cette espèce a été décrite par Dayananda et Benjamin en 2025.

## Étymologie
Cette espèce est nommée en l'honneur de Dhanahami.

## Publication originale
- Dayananda & Benjamin, 2025 : « Five new species of the genus Mallinella Strand, 1906 (Araneae: Zodariidae) from Sri Lanka. » Zootaxa, no 5570(1), p. 100-118.